# Gertrud Fussenegger
Gertrud Fussenegger (Pilsen, 8 maggio 1912 – Linz, 19 marzo 2009) è stata una scrittrice austriaca.

## Biografia
Figlia di un ufficiale austriaco, studiò storia, storia dell'arte e filosofia a Innsbruck e a Monaco di Baviera, laureandosi nel 1934. Lo stesso anno sposò lo scultore Aloys Dorn e si stabilì a Hall in Tirol, dove la coppia visse fino al 1961.
Specializzata in romanzi storici, la sua prosa fu caratterizzata da uno stile classico, su cui lei innestava tecniche narrative originali. Fu anche autrice di racconti, poesie, saggi e radiodrammi, nonché di un libretto per un'opera di Helmut Eder. Fu tra le scrittrici più celebrate dell'Austria del dopoguerra, e venne insignita di numerosi riconoscimenti, tra cui il Premio Johann Peter Hebel nel 1969.